# 北洋水師

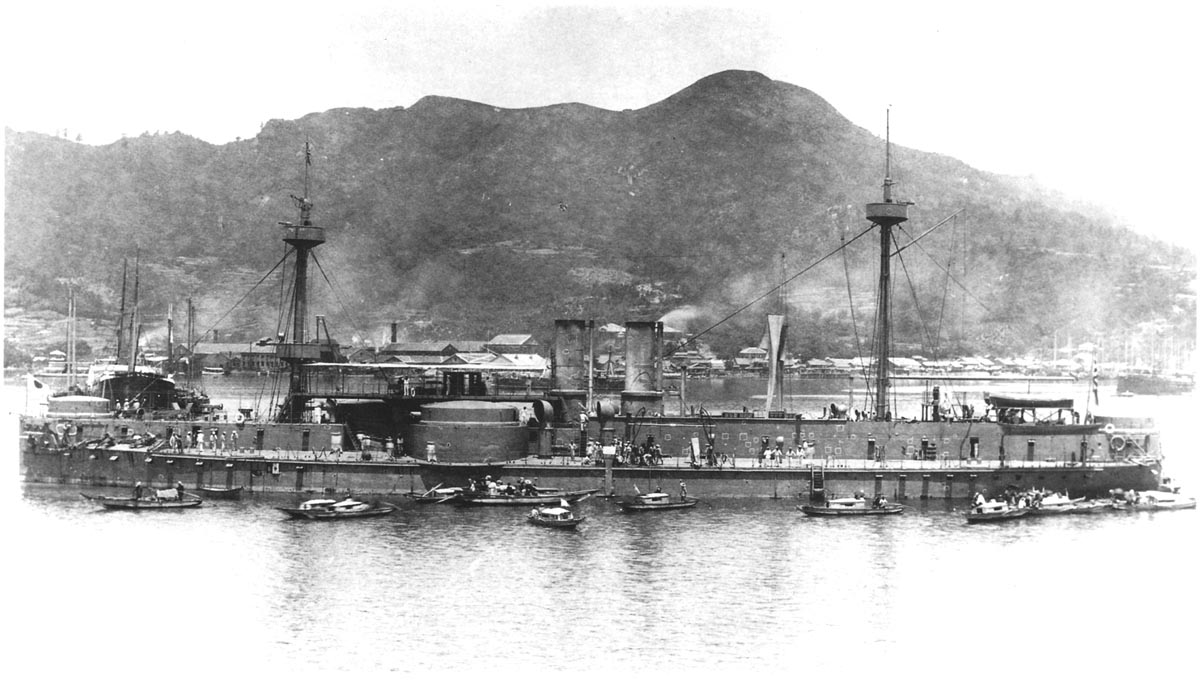
鎮遠號鐵甲艦是當時北洋水師主力艦，也是亞洲少見的鐵甲巨艦，曾引起日本國民極大恐慌，從此日軍便以北洋艦隊為假想敵，展開十年軍事擴張，最終成功擊敗北洋水師

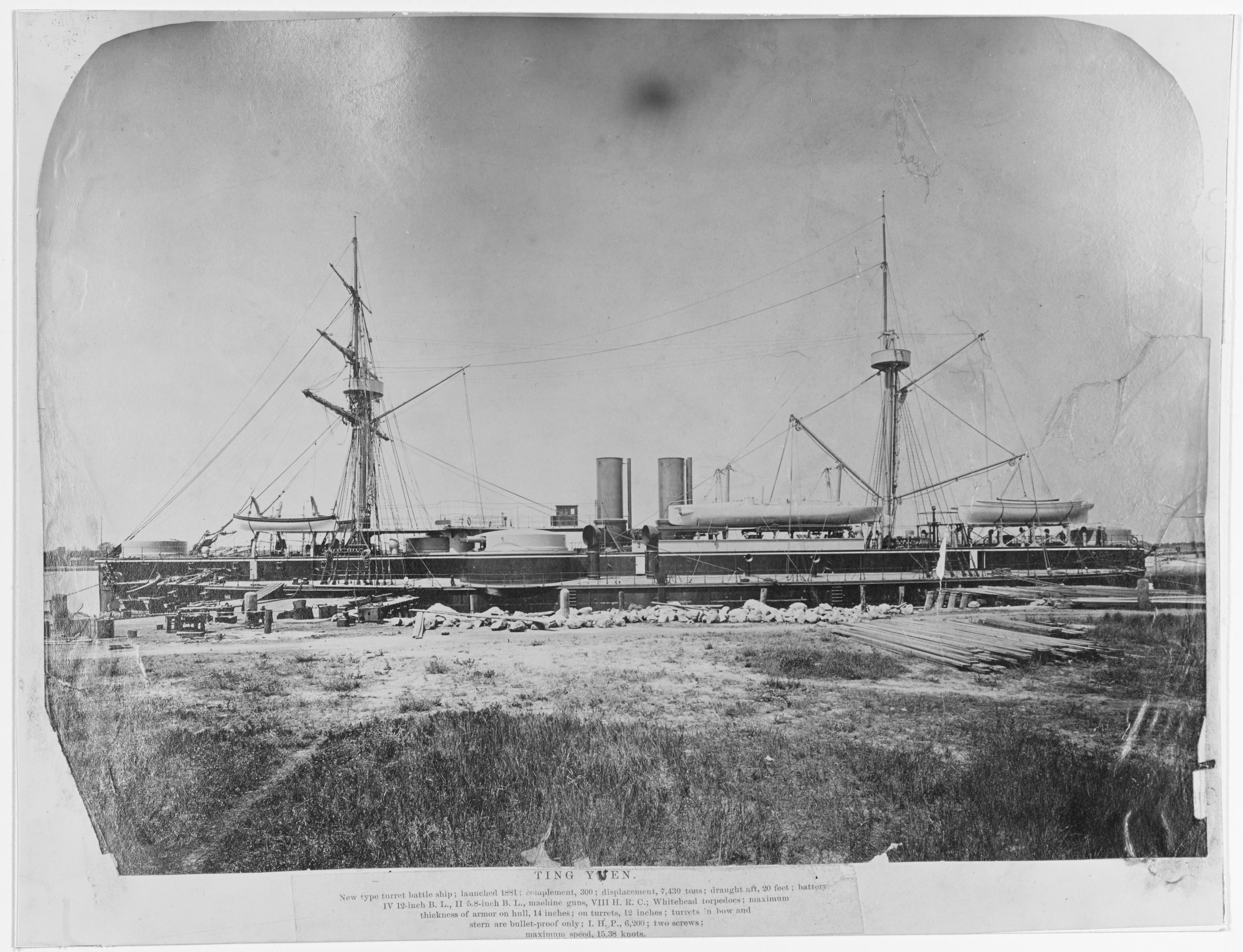
定遠號鐵甲艦是當時北洋主力艦，也是北洋水師的旗艦

北洋水師是大清帝國建立的现代化海军，1880年代筹建，1888年12月17日在山东省威海卫刘公岛正式成立。北洋水師是清朝新式海軍四支艦隊中規模最大、投資最巨者，规模一度號稱為世界第八、亚洲第一。但北洋大臣兼直隸總督李鴻章與北洋水师提督丁汝昌对现代海战的残酷性缺乏认识，李鴻章的政敵戶部尚書翁同龢不給北洋艦隊撥款購買新艦與砲彈，及清政府內部存在的貪腐問題，导致这支清政府倾全国之力打造的近代化军队在甲午海戰中全军覆没。

## 发展历史

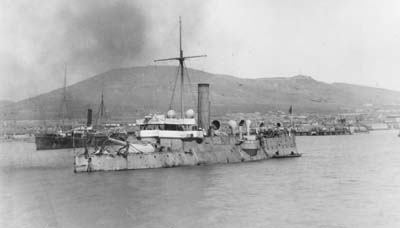
平遠是北洋水師首次自行設計建造之全鋼甲軍艦，也是19世紀末中國造船工業的巅峰之作。（圖為黃海海戰後之平遠艦，艦身彈痕累累，被擊毀的主砲炮罩未來得及修復，只以帆布暫時遮護）

19世紀60年代，中國開始了洋務運動，1874年，日本以「保衛當地僑民」為藉口派兵登陸台灣，清兵以僅有之戰船赴台將其驅逐。這一事件促使了海防大籌議的召開。李鴻章以「數千年未有之變局」，面對「數千年未有之強敵」的論據上書。剛剛親政的同治帝在與兩宮太后討論後，決定每年撥出白銀四百萬兩作為經費（實際用在購置軍艦款項只為每年一百萬兩），加快建設海軍。
江蘇巡撫丁日昌擬出「海洋水師章程」六條，建議沿海建立水師。大清海軍计划分為三支海軍艦隊：北洋水師負責山東、直隸及以北之黃海，南洋負責山東以南及長江以外之東海，粵洋負責福建及南海:865。後來時任之南洋大臣沈葆楨，以四百萬年費同建南、北兩洋艦隊經費分散力量不足。而北洋艦隊負責守衛京師，奏准優先集全力建造。
1875年5月30日，慈禧太后諭令北洋大臣李鸿章创设北洋水师。李鸿章通过海关总税务司赫德在英国订造4舰铁甲舰。1879年，又向英国订造撞擊巡洋舰扬威、超勇。次年，李鴻章派李鳳苞出使德国，以三百萬兩白銀，向伏爾鏗船厂订造铁甲舰定远、镇远。
1881年，北洋水師先后选定在旅顺和威海衛两地修建海军基地。超勇、揚威由中國海軍軍官駕駛下回國。李鴻章又在大沽建造船塢一所，並派陸軍提督丁汝昌統領北洋水師:866。1885年，中法戰爭結束后總理海軍事務衙門成立，醇親王奕譞為總理海軍大臣，慶親王奕劻和李鴻章為會辦，着力建設海軍。李鸿章委託驻外公使許景澄、曾紀澤「幫同辦理」分别向英国、德国订造巡洋舰致远、靖远与经远、来远。定遠、鎮遠二艦回國，被日本視為威脅。
1888年1月29日，平遠在中國（清朝）福州船政局下水。同年12月17日，北洋海軍正式宣告成立并于同日颁布施行《北洋海軍章程》。然而，北洋水师的发展渐渐停滞。1891年以後，北洋海軍未能新增一炮一艦。時為海軍技術突飛猛進之時，至1894年甲午戰爭爆發時北洋艦隊已多年未置新艦，不少舊艦又過量使用，部份應進行之改造工程如更換新式火炮亦未能施行。原有的戰艦已開始落伍，無論航速、射速皆落後於日本。
1894年，爆發甲午戰爭。北洋水師被日本海軍重创，沒有沉沒的軍艦全體投降，半停于威海港遭日陆军砲隊击沉。次年4月，《马关条约》签订。紧接着，光緒皇帝下旨，撤销海军衙门，撤销北洋海军的编制，撤销各地海军学堂，解散战后幸存的海军人员。戰後，清廷開始重組海軍。1896年，從英國購買"海天"、"海圻"號巡洋艦，向德國訂購三艘穹甲巡洋艦。福州船政大臣裕禄奏請選派第四批海軍留學生，光緒帝批准了這一計劃，中斷多年的向海外派遣海軍留學生的工作得以恢復。1899年4月17日，慈禧太后召见前北洋海军副将叶祖珪、参将萨镇冰，開復他們的革職處分，命他們統領和幫統新購各艦。1907年夏，慈禧太后批准於陸軍部內增設海軍處。

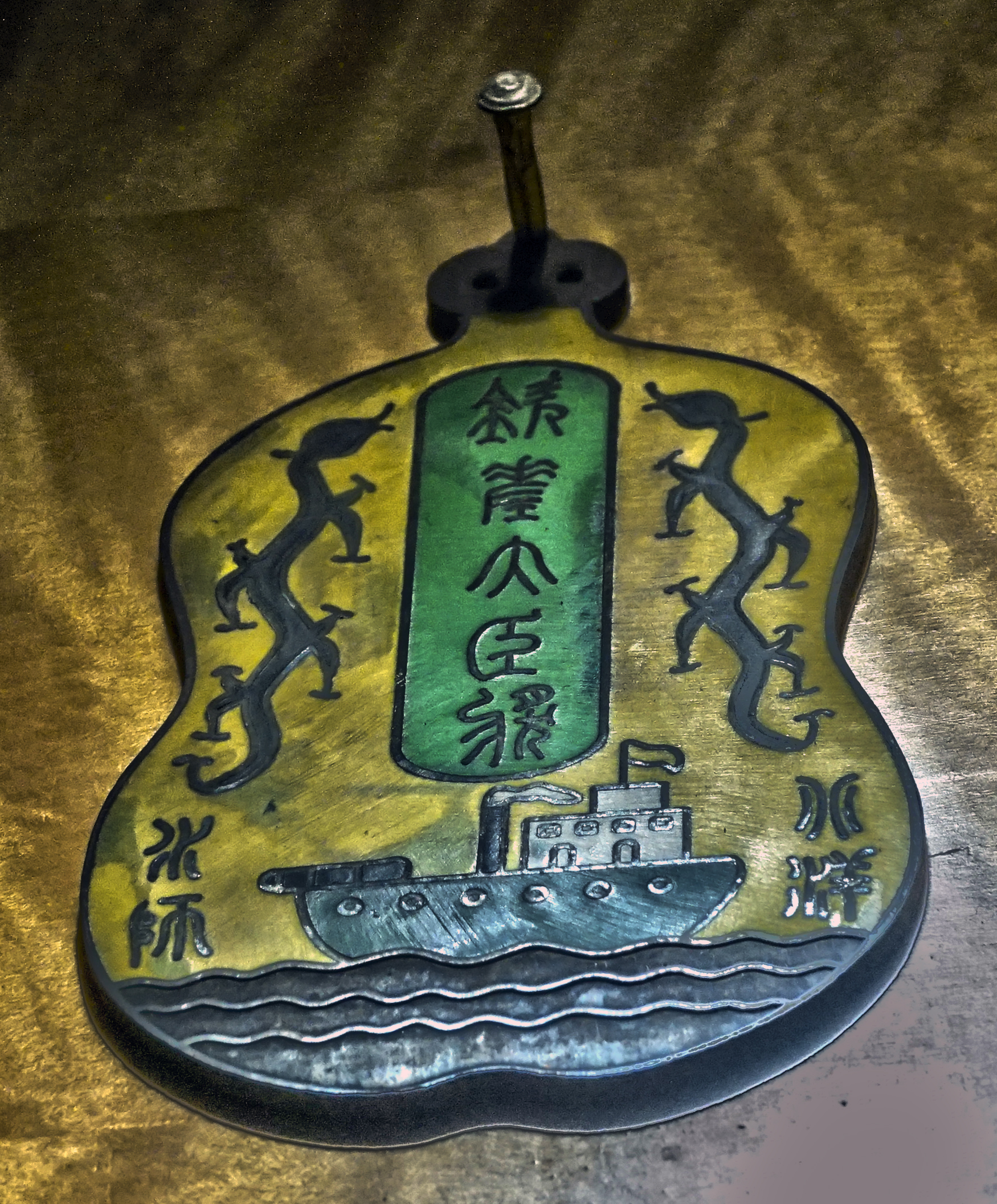
北洋水师成军纪念章

1909年，筹办海军事务处设立，载洵、萨镇冰被任命为筹办海军大臣，北洋水師與南洋水師、福建水師、廣東水師合併為巡洋艦隊和巡江艦隊。而從日本訂購的14艘艦艇也全數到華，構成了中國長江艦隊的主力。同年8月，隆裕太后派遣載洵、薩鎮冰率團出國考察海軍，洽談購買外艦事宜。9月2日，載洵、薩鎮冰到達浙江象山，經過實地考察後，象山被敲定為未來的海軍基地。10月，載洵、薩鎮冰出訪歐洲，先後訪問了意大利、奧地利、德國和英國的海軍學校和船廠，並向這些國家訂購了多艘軍艦。1910年7月，隆裕太后再次派遣載洵、薩鎮冰率團出國考察海軍，洽談購買外艦事宜。載洵一行遂又訪問了美國和日本，並向日本購買了兩艘炮艦，分別命名為“永丰”、“永翔”。同年12月，隆裕太后批准改筹办海军处为海军部，各项机构设置、制度编列都参照英国。
1911年，墨西哥、古巴发生排斥驱赶华侨事件，隆裕太后調派赴英參加英皇乔治五世加冕典禮的海軍將領程璧光，率"海圻"艦轉往北美撫慰、接運難僑。同年8月10日，"海圻"號抵達美國紐約港，隨即前往華盛頓、波士頓一帶展開外交活動。

## 编成
| 船名     | 船式                                | 噸數   | 馬力   | 速力   | 炮數   | 主炮口徑                                                           | 管帶          | 船員   | 下水年份          | 結局                       | 圖片   |
| 鐵甲艦   | 鐵甲艦                              | 鐵甲艦 | 鐵甲艦 | 鐵甲艦 | 鐵甲艦 | 鐵甲艦                                                             | 鐵甲艦        | 鐵甲艦 | 鐵甲艦            | 鐵甲艦                     | 鐵甲艦 |
| -------- | ----------------------------------- | ------ | ------ | ------ | ------ | ------------------------------------------------------------------ | ------------- | ------ | ----------------- | -------------------------- | ------ |
| 定遠     | 铁甲舰                              | 7220   | 6200   | 14.5   | 22     | 4門305mm                                                           | 劉步蟾        | 330    | 光緒八年 1882年   | 1895年受重創后于劉公島自沉 |        |
| 鎮遠     | 铁甲舰                              | 7220   | 6200   | 14.5   | 22     | 4門305mm                                                           | 林泰曾        | 330    | 光緒八年 1882年   | 1895年于劉公島被俘         |        |
| 鎮遠     | 铁甲舰                              | 7220   | 6200   | 14.5   | 22     | 4門305mm                                                           | 楊用霖        | 330    | 光緒八年 1882年   | 1895年于劉公島被俘         |        |
| 巡洋艦   |                                     |        |        |        |        |                                                                    |               |        |                   |                            |        |
| 經遠     | 裝甲巡洋艦                          | 2900   | 5000   | 15.5   | 14     | 2門210mm                                                           | 林永昇        | 202    | 光緒十三年 1887年 | 1894年黃海海戰中戰沉       |        |
| 來遠     | 裝甲巡洋艦                          | 2900   | 5000   | 15.5   | 14     | 2門210mm                                                           | 邱寶仁        | 202    | 光緒十三年 1887年 | 1895年威海保衛戰中戰沉     |        |
| 致遠     | 穹甲巡洋艦加護巡洋艦                | 2300   | 5500   | 18.0   | 23     | 3門210mm                                                           | 鄧世昌        | 202    | 光緒十二年1886年  | 1894年黃海海戰中戰沉       |        |
| 靖遠     | 穹甲巡洋艦加護巡洋艦                | 2300   | 5500   | 18.0   | 23     | 3門210mm                                                           | 葉祖珪        | 202    | 光緒十二年1886年  | 1895年威海保衛戰中戰沉     |        |
| 濟遠     | 穹甲巡洋艦加護巡洋艦                | 2300   | 2800   | 16.5   | 23     | 2門210mm                                                           | 方伯謙 林国祥 | 202    | 光緒九年1883年    | 1895年威海保衛戰失敗后被俘 |        |
| 平遠     | 海防巡洋艦裝甲巡洋艦 近海防禦鐵甲艦 | 2640   | 2400   | 10.5   | 10     | 1門260mm                                                           | 李和          | 145    | 光緒十四年1888年  | 1895年降於劉公島中         |        |
| 超勇     | 撞击巡洋艦無加護裝設巡洋艦          | 1350   | 2400   | 15.0   | 18     | 2門10吋                                                            | 黃建勛        | 130    | 光緒七年1881年    | 1894年黃海海戰中戰沉       |        |
| 揚威     | 撞击巡洋艦無加護裝設巡洋艦          | 1350   | 2400   | 15.5   | 18     | 2門10吋                                                            | 林履中        | 130    | 光緒七年1881年    | 1894年黃海海戰中燒毀       |        |
| 廣甲     | 無防護巡洋艦木殻鐵脅通報艦          | 1300   | 1600   | 14.2   | 11     | 3門150mm                                                           | 吳敬榮        | 145    | 光緒十三年1887年  | 1894年沉於大連灣           |        |
| 廣乙     | 魚雷炮艦                            | 1,000  | 2,400  | 16.5   | 11     | 3门120mm                                                           | 林國祥        | 110    | 光绪十五年1889年  | 1894年戰沉於丰島附近海域   |        |
| 廣丙     | 魚雷炮艦                            | 1,000  | 2,400  | 16.5   | 11     | 2门120mm 1门150mm                                                  | 程璧光        | 110    | 光绪十七年1891年  | 1895年降於劉公島中         |        |
| 炮艦     |                                     |        |        |        |        |                                                                    |               |        |                   |                            |        |
| 鎮東     | 倫道爾炮艇                          | 430    | 350    | 8.0    | 5      | 1門11吋                                                            | 陈镇培        | 55     | 光緒五年1879年    | 1895年威海保衛戰失敗后被俘 |        |
| 鎮南     | 倫道爾炮艇                          | 430    | 350    | 8.0    | 5      | 1門11吋                                                            | 蓝建枢        | 55     | 光緒五年1879年    | 1895年威海保衛戰失敗后被俘 |        |
| 鎮西     | 倫道爾炮艇                          | 430    | 350    | 8.0    | 5      | 1門11吋                                                            | 潘兆培        | 55     | 光緒五年1879年    | 1895年降於劉公島中         |        |
| 鎮北     | 倫道爾炮艇                          | 430    | 350    | 8.0    | 5      | 1門11吋                                                            | 吕文经        | 55     | 光緒五年1879年    | 1895年降於劉公島中         |        |
| 鎮中     | 倫道爾炮艇                          | 440    | 400    | 8.0    | 5      | 1門11吋                                                            | 林文彬        | 55     | 光緒七年1881年    | 1895年降於劉公島中         |        |
| 鎮邊     | 倫道爾炮艇                          | 440    | 400    | 8.0    | 5      | 1門11吋                                                            | 黄鸣球        | 55     | 光緒七年1881年    | 1895年降於劉公島中         |        |
| 練習艦   |                                     |        |        |        |        |                                                                    |               |        |                   |                            |        |
| 威遠     | 炮舰                                | 1268   | 750    | 12.0   | 11     | 1门190mm 6门120mm                                                  | 林穎啟        | 124    | 光緒三年1877年    | 1895年降於劉公島中         |        |
| 康濟     | 炮舰                                | 1300   | 750    | 12     | 11     |                                                                    | 薩鎮冰        | 124    | 光緒七年1881年    | 1895年降於劉公島中         |        |
| 敏捷     | 炮舰                                | 700    |        |        |        |                                                                    | 戴伯康        | 60     |                   | 1894年在旅顺被俘           |        |
| 補助艦   |                                     |        |        |        |        |                                                                    |               |        |                   |                            |        |
| 鎮海     | 炮舰                                | 950    | 480    | 9.0    | 10     | 2门160mm                                                           | 张炳福        | 100    | 同治十年1871年    | 民国时期除役               |        |
| 泰安     | 炮舰                                | 1258   | 600    | 10.0   | 6      | 6门102mm                                                           | 吳世忠        | 98     | 光緒二年1876年    | 1937年自沉于镇海           |        |
| 操江     | 炮舰                                | 950    | 400    | 9.0    | 4      | 4门160mm                                                           | 王永发        | 91     | 同治五年1865年    | 1894年被奪於豐島中         |        |
| 湄雲     | 炮舰                                | 578    | 400    | 9.0    | 5      | 1门170mm                                                           | 吴世泰        | 70     | 同治八年1869年    | 1895年在旅顺被俘           |        |
| 魚雷艇   |                                     |        |        |        |        |                                                                    |               |        |                   |                            |        |
| 福龍     | 一等魚雷艇                          | 144    | 1,597  | 22.5   | 2      | 2门37mm                                                            | 蔡廷干        | 20     | 光绪十二年1886年  | 1895年被奪於劉公島外       |        |
| 捷順     | 布雷艇                              |        | 160    |        |        |                                                                    |               | 15     | 光绪十七年1891年  | 被奪於大連灣               |        |
| 左隊一號 | 一等魚雷艇                          | 108    | 1,000  | 24     | 2      |                                                                    | 王平          | 28     |                   |                            |        |
| 左隊二號 | 一等魚雷艇                          | 108    | 600    | 19     | 2      |                                                                    | 李仕元        | 28     |                   |                            |        |
| 左隊三號 | 一等魚雷艇                          | 108    | 600    | 19     | 2      |                                                                    | 郑得春        | 28     |                   |                            |        |
| 右隊一號 | 一等魚雷艇                          | 108    | 900    | 18     | 2      |                                                                    | 徐永泰        | 28     |                   |                            |        |
| 右隊二號 | 一等魚雷艇                          | 108    | 600    | 18     | 2      |                                                                    | 刘芳圃        | 28     |                   |                            |        |
| 右隊三號 | 一等魚雷艇                          | 108    | 600    | 18     | 2      |                                                                    | 曹保赏        | 28     |                   |                            |        |
| 定遠一號 | 艦載魚雷艇                          | 16     |        | 15     | 1      |                                                                    |               |        |                   | 1895年在陰山附近遇風浪沈沒 |        |
| 定遠二號 | 艦載魚雷艇                          | 16     |        | 15     | 1      | 1895年在煙台擱淺，自毀                                             |               |        |                   |                            |        |
| 鎮遠一號 | 艦載魚雷艇                          | 16     |        | 15     | 1      | 1895年在煙台擱淺，自毁                                             |               |        |                   |                            |        |
| 鎮遠二號 | 艦載魚雷艇                          | 16     |        | 15     | 1      | 1895年与威遠碰撞沈于劉公島，后被日軍撈起，改名为“第二十八号水雷艇” |               |        |                   |                            |        |

## 軍制

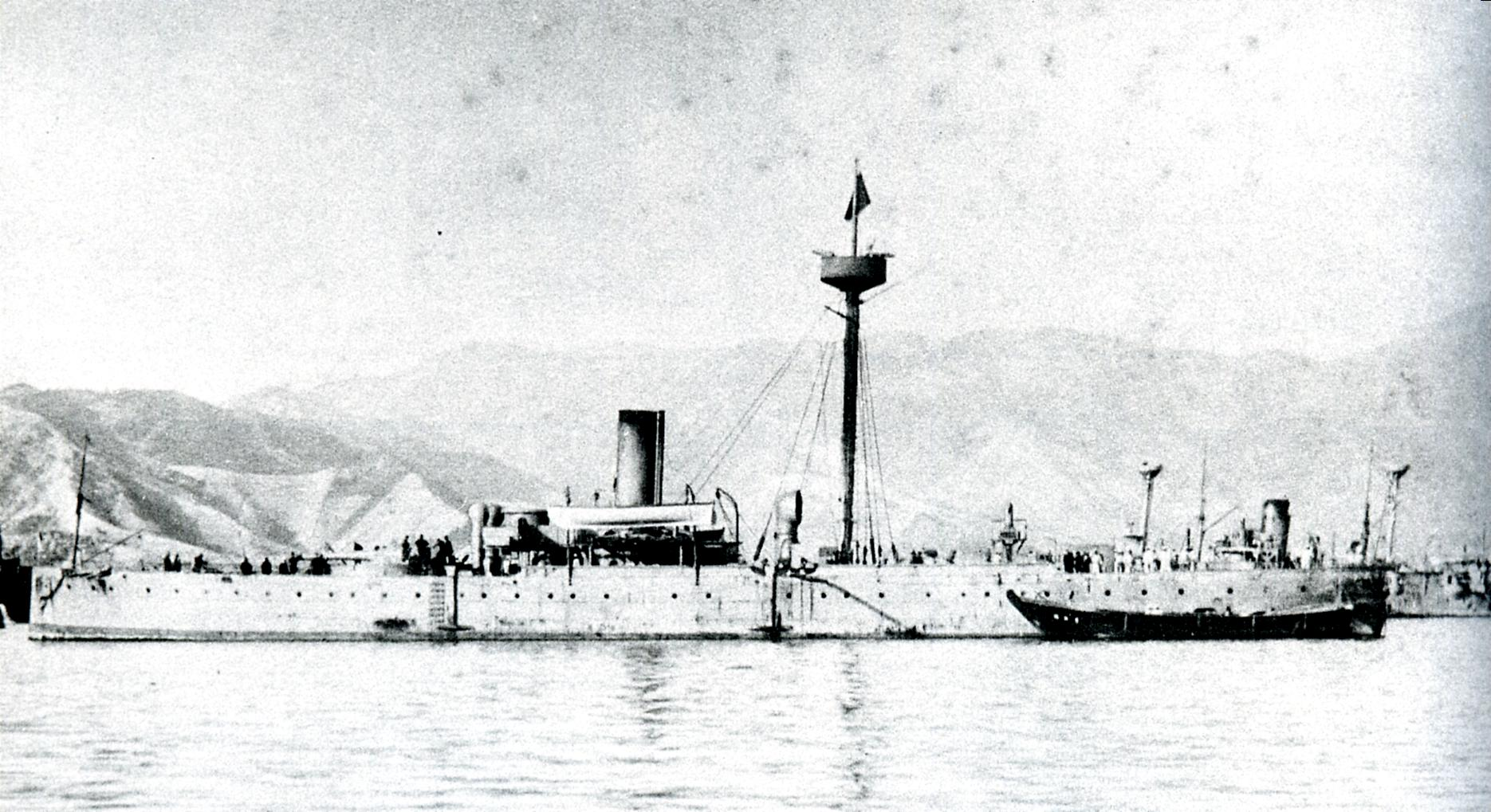
濟遠艦

### 官制
- 提督──從一品
- 总兵──正二品
- 副将──從二品
- 参将──正三品
- 遊击──從三品
- 都司──正四品
- 守备──正五品
- 千总──從六品
- 把总──正七品

### 甲午戰爭后，清末海军军衔等级
正都统、副都统、协都统、正参领、副参领、协参领、正军校、副军校、协军校。
舰长称为管带。

### 人員

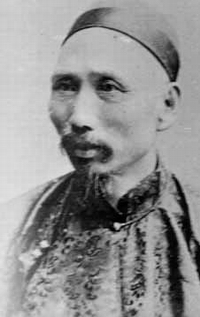
丁汝昌

北洋水师提督旗

北洋水师諸將旗

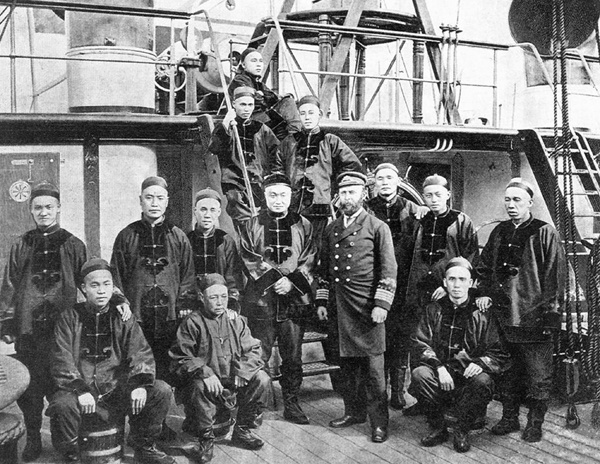
致远舰军官合影，其中有管带邓世昌（二排左四）、海军总查琅威理（二排左四）

北洋艦隊各主要戰艦艦長（管帶）及高級軍官幾乎全為福州船政学堂畢業，而且不少人有留洋經历，多位指揮曾前往英國留學或實習，其中包含方伯謙、林永昇、李鼎新、薩鎮冰等人畢業於英國格林威治皇家海軍學院，70%以上的艦長曾赴英、法、德等國深造或訓練。中層軍官內不少為原留美幼童，被召回國後到福建水師學堂學習海軍後服役。艦隊內一直亦有外籍軍事專才擔任教官負責人員的技術培訓。成軍初期的總監督（或作總教習、總查）為英國人琅威理，至甲午戰爭時則為德國陸軍上尉漢納根。甲午黃海之戰時，十二艦共有艦長（管帶）十四人（鎮遠、济遠二艦均一死一繼）。這十四位管帶多出身自福州船政学堂。十四人中，至少有十人是「第一期」（1867年入學/1871年班）的同班同學。
北洋水師（至甲午海战前）主要將領有:
- 丁汝昌──水師提督（威海卫之战时自盡）
  - 林泰曾──左翼總兵，鎮遠號管帶（军舰触礁后自盡），福州船政學堂第一期，高士堡學堂（英语：Burney's Academy）
  - 劉步蟾──右翼總兵，定遠號管帶（威海卫之战中自盡），福州船政學堂第一期，英國皇家海軍見習
    - 方伯謙──中軍左副將，濟遠號管帶（黄海海战中臨陣脫逃處死），福州船政學堂第一期，格林威治皇家海軍學院
    - 鄧世昌──中軍中副將，致遠號管帶（黄海海战中阵亡），福州船政學堂第一期
    - 葉祖珪──中軍右副將，靖遠號管帶，福州船政學堂第一期，格林威治皇家海軍學院
    - 林永昇──左翼左營副將，經遠號管帶（黄海海战中阵亡），福州船政學堂第一期，格林威治皇家海軍學院
    - 邱寶仁──右翼左營副將，來遠號管帶，福州船政學堂第一期
      - 黄建勛──左翼右營參將，超勇號管帶（黄海海战中阵亡），福州船政學堂第一期
      - 林履中──右翼右營參將，揚威號管帶（黄海海战中阵亡），福州船政學堂第三期
        - 楊用霖──左翼中營遊擊，原鎮遠號帮带大副，林泰曾自盡後接任管帶（威海卫之战后自盡）
        - 李鼎新──右翼中营游击，定远号副管驾，福州船政學堂第四期，格林威治皇家海軍學院
        - 林穎啟──精練前營遊擊，威遠號管帶，福州船政學堂第二期，格林威治皇家海軍學院
        - 薩鎮冰──精練左營遊擊，康濟號管帶，福州船政學堂第二期，格林威治皇家海軍學院
        - 戴伯康──精練右營遊擊，敏捷號管帶，福州船政學堂第三期
        - 陈恩焘──提标游击，充全军军械总管，福州船政學堂第五期
          - 李和──後軍前營都司，平遠號管帶，福州船政學堂第一期
          - 陈策──左翼左營都司，经远號帮带大副（黄海海战中阵亡），船生出身
          - 黎星桥──左翼右營都司，超勇號总管轮（黄海海战中阵亡），机匠出身
          - 馬吉芬──海軍顧問，鎮遠艦幫帶大副，美國海軍學院1884年屆（在丁汝昌兩週年忌日自盡）
          - 吳應科──提標都司，充督隊船大副，第二批留美幼童赴美國學習，瑞萨勒工学院，福州船政學堂第八期
          - 陳金揆──中營中營都司，致遠艦幫帶大副（黄海海战中阵亡），第四批留美幼童赴美國學習，天津水師學堂
          - 沈壽昌──中營左營都司，濟遠艦幫帶大副（丰岛海战中阵亡），第四批留美幼童赴美國學習，後入挪威大學學習
          - 蔡廷干──鱼雷左一营都司，福龙艇管带，第二批留美幼童赴美國學習，麻省罗沃尔机械厂，大沽水雷學堂
          - 黄鸣球──后军前营都司，镇边舰管带，福州船政學堂第六期
          - 蓝建枢──后军右营都司，鎮南舰管带，福州船政學堂第三期
            - 郑汝成──精练左营守备，康济号大副，天津水師學堂第一期
            - 陈杜衡──精练前营守备，威远号操练大副，天津水師學堂第一期
            - 吴敬荣──精练右营守备（1892年加都司衔），广甲号管带，第三批留美幼童赴美國學習
            - 陈京莹──左翼左营守备，经远号驾驶二副（黄海海战中阵亡），天津水師學堂第一期
            - 翁守瑜──左翼右营守备，超勇号帮带大副（黄海海战中阵亡），福州船政學堂第六期
            - 郑文恒──中军中营守备，致远号管轮（黄海海战中阵亡），福州船政學堂第三期
            - 祁凤仪──中军右营守备，靖远号驾驶二副，天津水师學堂第一期
            - 黄祖莲──中军左营守备，广丙舰帮带大副（威海卫之战中阵亡），上海方言馆，美国海军学校官费生
            - 谢葆璋──右翼左营守备，来远号驾驶二副，天津水師學堂第一期
            - 沈寿堃──右翼中营守备，定远号枪炮大副，天津水师学堂第一期，格林威治皇家海軍學院
            - 郑文超──右翼右营守备，扬威号帮带大副，福州船政学堂第六期。

## 逸聞和辨伪

### 軍紀廢弛說
北洋海軍軍艦「主炮晾衣」的說法是取自日本作家小笠原長生的小說《聖將東鄉全傳》的記載。1940年，中國劇作家田漢在《整建月刊》上發表《關於中國海軍的幾個問題》﹕「……當北洋艦隊回航關西時濟遠艦略有損壞，於橫須賀軍港入塢。當時任橫須賀鎮守府參謀長的東鄉平八郎曾經微服視察我濟遠一周，歸來與其海部建議『中國海軍可以擊滅』。……人家問他怎樣成立那樣的觀察呢？他說：『當他視察濟遠時，對於該艦威力雖亦頗低首，可是細看艦上各處殊不清潔，甚至主炮上曬著水兵的短褲。主炮者軍艦之靈魂。對於軍艦靈魂如此褻瀆，況在訪問鄰國之時，可以窺見全軍之紀律與士氣……』。」由於田漢對於海軍並不熟悉，因此錯誤地把小說《聖將東鄉平八郎》做為歷史書翻譯介紹到中國，「主砲晾衣服」的謠言也隨之流傳。
唐德剛的《晚清七十年》書中稱﹕「一八九一年（光緒十七年）七月九日，循日本政府之邀請，李鴻章特派丁汝昌率定遠、鎮遠等六艦駛往東京灣正式報聘。一時軍容之盛，國際側目……那時恭迎恭送，敬陪末座的日本海軍司令伊東祐亨和東京灣防衛司令東鄉平八郎，就顯得灰溜溜了。東鄉原為劉步蟾的留英同學，但是當東鄉應約上中國旗艦定遠號上參觀時，他便覺得中國的西式艦隊軍容雖盛，卻徒有其表不堪一擊，他發現中國水兵在兩尊主炮炮管上晾曬衣服。海軍水兵眼裡，主力艦上的主炮是何等莊嚴神聖的武器，而中國竟在炮上晾曬褲子，其藐視武裝若此；東鄉歸語同僚，謂中國海軍終不堪一擊也。」（然教授馬幼垣在《靖海澄疆：中國近代海軍史事新詮》書中指稱東鄉平八郎與劉步蟾應無同學關係）
2008年，海軍史學者陳悅在《中國甲午戰爭博物館》館刊撰文《北洋海軍軍艦主炮晾衣說考辨》，通過辨析史料，認為關於北洋海軍在火炮上晾晒衣物的說法應為子虛烏有的訛傳，指當時的謠言沒有廣泛檢討裝備體制為何落後的原因，卻過度的渲染特定人的問題。。
2022年，山東搜索了甲午戰爭沉艦「靖遠」艦遺址，並進行水下考古作業，發現其購買的克虏伯、哈奇開斯公司等承製的炮彈仍跟得上當時時代，而且未有滲沙假造等情事，在沉沒前仍在進行反擊行為，專家也指出這些發現是正確認識甲午戰敗之歷史的重要研究物證。

### 鄧世昌養狗說
與上述將問題怪罪在帶兵的說法相似，認為北洋水師致遠艦管帶鄧世昌在軍艦上養狗是破壞軍紀，並以此作為北洋水師軍紀廢弛的證明。然而軍艦上豢養寵物是19世紀各國海軍的傳統，例如德國軍艦上養過狗熊和小豬，以及日軍旗艦松島號上養的動物是一隻大黃牛，並且在海戰中被北洋水師擊斃，此事在日本史料中也找到相關記載。日軍的記錄亦顯示，當時在艦上飼養大黃牛不僅是當成吉祥物，還有“一旦斷糧可以吃牛肉”的考慮。该隻忠犬在1894年黄海海战时被邓世昌带上舰，见邓世昌落海也跳至海中欲救邓，与邓一起落海殉国。

### 慈禧挪用海軍軍費說
近現代史學家認為慈禧挪用海军经费修筑颐和园，结果导致清朝政府缺乏資金提升军备水平。例如北洋水師1889-1890年預算一百三十萬兩，只能維持日常開支，無錢更新艦艇武器。1890年建成的旅順海軍基地花了三百萬兩。海軍衙門是清朝一個新設的中央級洋務機構，雖冠以海軍之名，但設立的目的是為了分散總理衙門的權力。光緒皇帝的親父也就是海軍衙門大臣醇親王在接收頤和園的新修工程後，就從海軍衙門的經費裡向工程挪款（因頤和園修完，意味著慈禧已遠離紫禁城，光緒皇帝就可以漸漸獨立）。陈悦認為頤和園工程所挪用的「海軍」經費，和北洋海軍軍費並無關係，而是出自海軍衙門的經費。同一時期北洋海軍的軍費並沒有受到任何的侵佔，海軍衙門經費與北洋海軍軍費並不能混為一談。
另一筆挪至頤和園的海軍經費，被稱為「海軍巨款」，是醇親王授意一些沿江海省份的總督或巡撫，讓他們籌資報效頤和園工程，但為頤和園籌資之事易使民間觀感不佳，於是想出了海軍的名義，後來共集得260萬兩，即「海軍巨款」。然而，當各地的資金陸續認繳後，並沒有撥入頤和園工程，而是全部存在天津的外國銀行和洋務企業，以所得的利息貼補頤和園，而本金則號稱用於將來的海軍建設。甲午戰爭爆發後，慈禧頒懿旨命令將「海軍巨款」本金全數提出，用以購買軍火，但因為存期未滿等原因，先期並提出一百五十八萬兩。陳悅指出，頤和園工程實際上是以海軍名義斂財，卻並非直接挪用了海軍的經費，在頤和園工程修建期間，翁同龢領銜的戶部上奏禁止海軍外購軍火，致使海軍失去了申請專項資金用於軍艦和武備更新的途徑，所以推卸於慈禧並非是客觀現實，內部路線打壓才是海軍洋化發展徹底停滯的真正原因。

## 相关影視作品
- 电影《甲午风云》1962年上映，李默然、浦克主演
- 十二集電視連續劇《北洋水師》陈宝国、顾岚、滕汝骏、陳道明主演，拍攝於1992年
- 电影《一八九四·甲午大海战》2012年上映
- 《坂上之雲》2009年上映的日本电视剧
- 《走向共和》2003年上映的中国大陆电视剧

## 相关著作
- 《北洋舰队》，作者：戚其章，山东人民出版社，1981年出版，
- 《清末海军史料》，作者：张侠，海洋出版社，1982年出版，
- 《中国近代海军史》，作者：吴杰章/苏小东/程志发，解放军文艺出版社，1989年出版，ISBN 7-5065-1056-1
- 《中国近代海军史略》，作者：张墨，海军出版社，1989年出版，ISBN 7-5070-0035-4
- 《中国近代海军史》，作者：胡立人/王振华，大连出版社，1990年出版，ISBN 7-80555-269-X
- 《龙旗飘扬的舰队—中国近代海军兴衰史》，作者：姜鸣，上海交通大学出版社，1991年出版，ISBN 7-108-01748-2
- 《中国近代海军史事日志》，编著：姜鸣，三联书店，1994年出版，ISBN 7-108-00737-1
- 《晚清海军兴衰史》，作者：戚其章，人民出版社，1998年出版，ISBN 7-01-002648-3
- 《北洋海军舰船志》，作者：陈悦，现代舰船杂志社，2006年出版，ISSN 1003-2339
- 《碧血千秋－北洋海军甲午战史》，作者：陈悦，吉林大学出版社，2008年出版，ISBN 978-7-5601-3767-4
- 《北洋海軍艦船誌》訂本，作者：陳悅，山東畫報出版社，2009年出版，ISBN 978-7-80713-801-3
- 《龍旗餘暉：大清帝國船艦圖集1895-1911》，作者：姚開陽，蒼璧出版社，2016年出版，ISBN 978-986-929-746-2
- 《靖海澄疆：中國近代海軍史事新詮》，作者：馬幼垣，聯經出版事業公司，2009年出版，ISBN 978-957-083-418-5

### 引用
1. ↑  此处存疑，1881-1894年间，吨位排名第10的荷兰海军约有5.8-6.9万吨，而1894年的北洋海军仅有3.3万吨，日本联合舰队也仅有4.5万吨，二者皆达不到世界前十，更无论“世界第八”
2. ↑  王双印. . 中国社会科学院研究生院学报. 2003, (6): 92–96,112. ISSN 1000-2952. CNKI ZSKY200306019. NCPSSD 8872169.
3. ↑  楊聯升. .
4. 1 2  吳瑕主編 (编). . 上海古籍出版社.
5. ↑  萨苏. . 环球网. 2014-08-21. （原始内容存档于2015-07-05）.
6. ↑  陈悦. .   [2018-09-16]. （原始内容存档于2018-09-18）.
7. ↑  . 2014-08-30. （原始内容存档于2014-09-02）.
8. ↑  鄭思楠. . ETtoday新聞雲. 2023-03-04  [2025-06-03] （中文（繁體））.
9. ↑  孫聖然. . 香港01. 2023-03-04  [2025-06-03] （中文（香港））.
10. ↑  Denis Crispin Twitchett; Kwang-Ching Liu; Herbert Franke; Paul J. Smith; Frederick W. Mote; Willard J. Peterson; Albert Feuerwerker; Roderick MacFarquhar; John King Fairbank; Michael Loewe. . Cambridge University Press. 1978: 253–256  [2018-09-17]. ISBN 978-0-521-22029-3. （原始内容存档于2022-02-15）.
11. ↑  陈悦. . 南京: 凤凰出版社. 2010: 180-186. ISBN 978-7-80729-670-6.